# Adolph Meyer (Bankier)

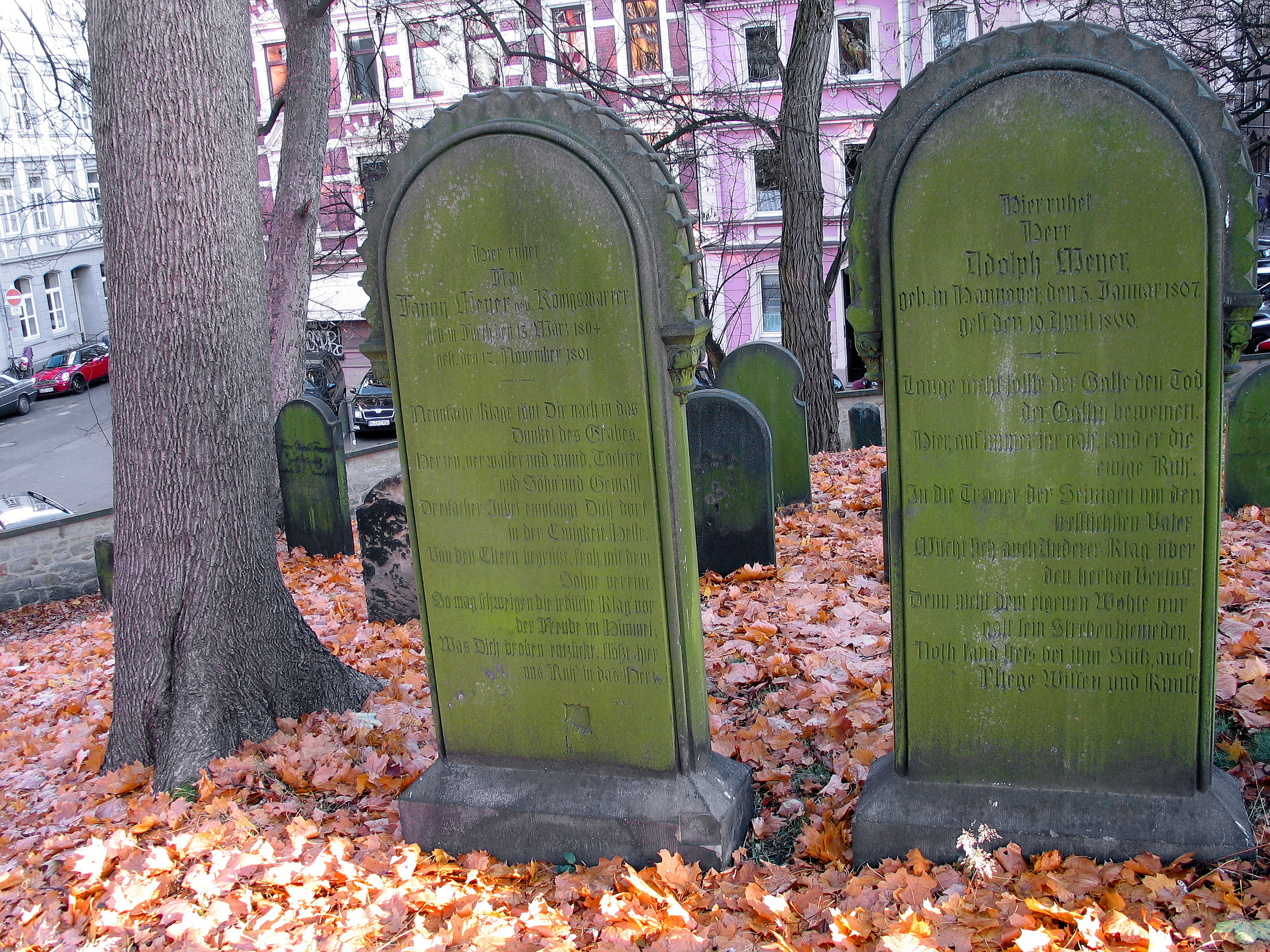
Grabmal von Adolph Meyer und Ehefrau Fanny auf dem Alten Jüdischen Friedhof an der Oberstraße

Adolph Meyer (* 5. Januar 1807 in Hannover; † 10. April 1866 ebenda) war Bankier in Hannover.

## Leben

### Familie
Adolph Meyer entstammt der bedeutenden jüdischen Bankiersfamilie um Simon Meyer aus Hannover. Sein Großvater war der aus Schwerin in Mecklenburg stammende Meyer Joseph Schwerin (gest. in Hannover am 17. Dezember 1796).
Adolph heiratete Fanny Königswarter (* 13. März 1804; † 12. November 1861; Schwester des Wilhelm Königswarter und Tochter des Fürther Bankiers Simon Königswarter (1774–1854) sowie der Lisette Lämelsfeld (~1778–1814), Tochter des Lämel Tuschkau und Schwester Simon von Lämels). Ihre Kinder sind:
- Lisette (* 1830)
- Bertha (1832–1885)
- Wilhelm (* 1836)
- Charlotte (* 1837)
- Sigmund Meyer  (* 6. Februar 1840 in Hannover; † 14. Juli 1911 ebenda)[1]
- Emil (* 19. April 1841 in Hannover; † 26. März 1899 ebenda)[2][3]
- Friederike (* 1842)
- Albert (* 1844)

### Werdegang
Adolph baute das Geschäft seines Vaters Simon aus und firmierte es um in „Bankhaus Adolph Meyer“. Das nach seinen eigenen Plänen 1845 bis 1848 in der Schillerstraße 32 erbaute Bankhaus war eines der ersten Geschäftshäuser im entstehenden Bahnhofsviertel (Ernst-August-Stadt), wurde ab 1866 von Sohn Sigmund geführt und bestand bis ins 20. Jahrhundert.
1828 errichtete er eine Weberei in Linden, die er 1837 mit Alexander Abraham Cohen (Bruder von Philipp Abraham Cohen), Carl Domeyer und Georg Wessel (1791–1873; hatte 1831/32 in Afferde die Wollwarenfabriken Marienthal gegründet) zur Mechanischen Weberei Linden an der Ihme erweiterte, die erste mechanische Baumwollspinnerei im Königreich Hannover. Nach Auszahlung der beiden Geschäftspartner im Jahr 1853 wurde der Betrieb 1858 in eine Aktiengesellschaft umgewandelt. Sie produzierte den bekannten „Lindener Samt“ (auf dem Gelände steht heute das Ihme-Zentrum). Meyer und Cohen behielten ein Sechstel als Eigenanteil.
Er finanzierte die im Sommer 1833 in Hameln eröffnete erste hannoversche Fabrik von römischem Cement. 1845 kaufte er die Messinghütte in Reher (bei Aerzen) und gründete auf dem Gelände eine Zementfabrik und eine Maschinenfabrik. In der Folge gründete er dort eine Zwirnfabrik, eine Weberei, eine Bleicherei und eine Wollspinnerei.
Erst 1848 erwarb Meyer das hannoversche Bürgerrecht und wurde zum Hauptmann der hannoverschen Bürgerwehr gewählt.
1860 verlagerte er die expandierende Landmaschinenfabrik nach Aerzen und gründete dort 1864 die Aerzener Maschinenfabrik.
Ab 1853 bauten er und Cohen in Linden neben der Mechanischen Weberei auf dem Gelände des heutigen Heizkraftwerks Linden die Hannoversche Baumwollspinnerei und -weberei.
1854 ließ Meyer durch Heinrich Ludwig Debo unweit der Spinnerei die Arbeiterkolonie Fannystraße errichten, benannt nach der Ehefrau des Bankiers.
Meyer war Mäzen des Kunstvereins Hannover sowie allgemeiner und jüdischer Wohlfahrtseinrichtungen. Er war im Mitglied im Vorstand der jüdischen Gemeinde und förderte – als Mitglied der Baukommission – den Neubau der Neuen Synagoge an der Bergstraße (die 1938 durch die Nationalsozialisten zerstört wurde).
Von Meyer stammt die älteste bekannte Amateuraufnahme Hannovers (als Kalotypie, Abzug auf Salzpapier im Besitz des historischen Museums Hannover). Er fotografierte das Versman'sche Haus in der Schmiedestraße kurz vor dem Abriss und signierte das Foto im Negativ.
Beerdigt sind Adolf Meyer und seine Frau Fanny auf dem Alten Jüdischen Friedhof an der Oberstraße.